# Bruno (arcybiskup koloński)
Bruno I Wielki z Kolonii, niem. Brun I. von Köln (der Große) (ur. ok. 925, zm. 11 października 965 w Reims) – kanclerz królestwa państwa wschodniofrankijskiego (940-953), arcybiskup Kolonii (953-965), święty Kościoła katolickiego.

## Życiorys
Bruno był trzecim i najmłodszym synem króla Henryka I i jego drugiej żony Matyldy z Ringelheim. Jego bratem był cesarz Otton I Wielki.
W wieku pięciu lat został przeznaczony do kariery duchownej i oddany pod opiekę biskupa Baldericha z Utrechtu. Kształcił się w szkole katedralnej w Utrechcie. W 939 r. brat Otton I powołał go na dwór królewski. Kontynuował naukę pod kierunkiem biskupów Izraela i Rathera z Werony. Należał do najlepiej wykształconych ludzi epoki. W 940 r. został kanclerzem i zreorganizował dworską kancelarię
W 953 r. za sprawą brata został arcybiskupem Kolonii. Na początku września 953 r. Otton I nadał mu księstwo Lotaryngii, które zostało odebrane buntowniczemu zięciowi królewskiemu Konradowi Czerwonemu. W ten sposób Bruno osobiście zaangażował się w wojnę przeciw Konradowi i stał się drugą osobą w państwie wiernie wspierającą monarchę.
W 954 r. został opiekunem syna swojej siostry Gerbergi Lotara i regentem Francji. Dwa lata później został opiekunem Hugona Kapeta, syna swojej siostry Jadwigi. Bruno musiał stale pośredniczyć pomiędzy oboma swoimi siostrzeńcami rywalizującymi o francuska koronę. Ponadto podczas nieobecności Ottona I wraz z arcybiskupem Moguncji Wilhelmem został nie tylko regentem, lecz także opiekunem bratanka Ottona II, którego 26 maja 961 r. w Akwizgranie namaścił na króla.
Bruno popierał szkoły klasztorne i reformę klasztorną zapoczątkowaną w Gorze. Otrzymał od brata liczne przywileje: prawo otoczenia Kolonii murami, odbywania targów, bicia monety i nakładania podatków. Jego dwór stał się centrum kultury. Współczesne przekazy opisują go jako skromnego i pobożnego człowieka.
Zmarł 11 października 965 r. w Reims, które odwiedził w celu pogodzenia swoich siostrzeńców. Zgodnie ze swoją wolą spoczął w ufundowanym przez siebie opactwie benedyktynów św. Pantaleona w Kolonii.
Jego wspomnienie liturgiczne obchodzone jest w dzienną pamiątkę śmierci.